# Orativka, Orativ
Orativka (în ucraineană Оратівка) este un sat în comuna Rojîcina din raionul Orativ, regiunea Vinnița, Ucraina.

## Demografie
Componența lingvistică a localității Orativka
     Ucraineană (99,3%)
     Alte limbi (0,7%)
Conform recensământului din 2001, majoritatea populației localității Orativka era vorbitoare de ucraineană (99,3%), existând în minoritate și vorbitori de alte limbi.